# Tredje slaget vid Charkov
Tredje slaget vid Charkov var en serie av offensiva operationer på östfronten under andra världskriget som genomfördes av den tyska Armégrupp Syd mot Röda armén, runt staden Charkiv (ukrainska: Харків (Charkiv); ryska: Харьков (Charkov)), mellan den 19 februari och den 15 mars 1943. Känd för tyskarna som Donetsfälttåget och för sovjetsidan som Donbas- och Charkovoperationerna. Den tyska motoffensiven ledde till förstörelsen av cirka 52 sovjetiska divisioner och återtagandet av städerna Charkiv och Belgorod.

## Bakgrund
Efter det tyska nederlaget vid slaget om Stalingrad inledde Röda Armén en omfattande offensiv i Ukraina. Den tyska armégrupp Syd pressades tillbaka men efterhand blev de långt framsända sovjetiska pansarspjutspetsarna känsliga för tyska motanfall. Under den kände tyske fältmarskalken Erich von Mansteins befäl lyckades tyskarna samla sig till ett kraftfullt motanfall genom en styrka som bland annat bestod av tre välutrustade och utvilade, från Frankrike, nyss anlända pansargrenadjärdivisioner ur Waffen-SS.

## Slagets förlopp
Den tyska motoffensiven inleddes den 21 februari och blev omedelbart framgångsrik. Röda Armén tvingades avbryta sina bägge offensiva operationer i Ukraina (Operation Stjärna och Operation Galopp) för att försöka parera den tyska offensiven. Den 2 mars hade tyskarna lyckats skära av stora delar av den sovjetiska Sydvästfronten följt av en tysk seger vid Krasnograd och Barvenkovo. Tyskarna anföll vidare och SS-Panzerkorps under Paul Hausser erövrade den viktiga staden Charkiv samt Belgorod den 14 mars. Därefter mattades operationerna av på grund av töperioden, vilket gjorde rörelser med stora förband svåra.

## Effekter
Efter den tyska katastrofen vid Stalingrad lyckades tyskarna stabilisera hela södra delen av östfronten trots numerär sovjetisk överlägsenhet. Slaget anses därför som den sista större tyska segern på östfronten under andra världskriget och ett typexempel på tysk operativ skicklighet, bland annat i rörligt försvar.  Trots slagets stora betydelse och storlek har den det fått relativt lite uppmärksamhet i militärlitteraturen jämfört med slaget om Stalingrad och slaget vid Kursk.  
Efter den tyska offensiven uppstod en större frontutbuktning kring staden Kursk. Det var denna frontutbuktning som tyskarna avsåg att eliminera under sommaren 1943 (se slaget vid Kursk).
De högsta befälhavarna i Röda armén drog viktiga slutsatser av detta nederlag mot Wehrmacht. I framtiden strävade man i det längsta att undvika alltför "flytande" frontlinjer eftersom tyskarna då kunde utnyttja sin större flexibilitet och taktiska skicklighet (se uppdragstaktik). De metodiska och förhållandevis begränsade (både i tid och rum) sovjetiska offensiverna efter Kursk berodde delvis på de slutsatser man dragit av nederlaget mot Wehrmacht vid Charkov.